# Imantocera arenosa
Imantocera arenosa là một loài bọ cánh cứng trong họ Cerambycidae.